# Hadjina wichti
Hadjina wichti là một loài bướm đêm trong họ Noctuidae.